# Baek In-woo
Dans ce nom coréen, le nom de famille, Baek, précède le nom personnel.
Baek In-woo (en coréen : 백인우), né le 29 novembre 2006, est un footballeur sud-coréen qui évolue au poste de milieu de terrain au Yongin FC (en).

## Biographie

### Carrière en club
Baek In-woo est passé par le centre de formation de Yongin, où il joue avec les moins de 18 ans lors de la saison 2023.

### Carrière en sélection
En juin 2023, Baek In-woo est sélectionné pour le Championnat d'Asie avec les moins de 17 ans,.
Titulaire tout du long de la compétition, Baek permet notamment aux siens de se qualifier pour la coupe du monde junior en éliminant la Thaïlande,. 
Baek est ensuite buteur lors de la victoire face à l'Ouzbékistan qui leur ouvre les portes de la finale,,, où la Corée du Sud doit toutefois s'incliner face au Japon,,.

## Palmarès
| Corée du Sud -17 ans - Championnat d'Asie - Finaliste en 2023 (en) |